# Moose Lake
Moose Lake ist eine Kleinstadt (mit dem Status „City“) im Carlton County im Osten des US-amerikanischen Bundesstaates Minnesota. Das U.S. Census Bureau hat bei der Volkszählung 2020 eine Einwohnerzahl von 2.789 ermittelt.

## Geografie
Moose Lake liegt rund um den Moosehead Lake, der vom Moose Horn River durchflossen wird, einem Nebenfluss des Kettle River. Die Stadt liegt auf 46°27′15″ nördlicher Breite und 92°45′43″ westlicher Länge. Sie erstreckt sich über 9,48 km², die sich auf 8,47 km² Land- und 1,01 km² Wasserfläche verteilen.
Benachbarte Orte von Moose Lake sind Barnum (8,5 km nordöstlich), Kerrick (25,5 km südöstlich), Sturgeon Lake (9,1 km südwestlich) und Kettle River (12,3 km westnordwestlich).
Die nächstgelegenen größeren Städte sind Minneapolis (183 km südsüdwestlich), Minnesotas Hauptstadt Saint Paul (179 km in der gleichen Richtung), Eau Claire in Wisconsin (297 km südöstlich), Duluth am Oberen See (71,6 km nordöstlich) und Fargo in North Dakota (348 km westlich).
Die Grenze zu Kanada befindet sich 290 km nördlich.

## Verkehr
Entlang des südöstlichen Stadtrandes verläuft die Interstate 35, die kürzeste Verbindung von den Twin Cities nach Duluth. Die Minnesota State Route 73 zweigt an deren südlichen Endpunkt von der I 35 ab und führt danach durch das Zentrum von Moose Lake. Die Minnesota State Routes 27, die ebenfalls durch das Zentrum führt, erreicht ihren östlichen Endpunkt an der nächsten Abfahrt der I 35 in nördlicher Richtung. Alle weiteren Straßen sind untergeordnete und teils unbefestigte Fahrwege sowie innerörtliche Verbindungsstraßen.
Auf der Trasse einer ehemaligen Eisenbahnlinie der SOO Line Railroad verläuft ein Rail Trail durch das Stadtgebiet von Moose Lake.
4,9 km südwestlich von Moose Lake befindet sich der Moose Lake Carlton County Airport. Der nächstgelegene Großflughafen ist der 191 km südsüdwestlich gelegene Minneapolis-Saint Paul International Airport.

## Demografische Daten
Nach der Volkszählung im Jahr 2010 lebten in Moose Lake 2751 Menschen in 648 Haushalten. Die Bevölkerungsdichte betrug 324,8 Einwohner pro Quadratkilometer. In den 648 Haushalten lebten statistisch je 2,01 Personen.
Ethnisch betrachtet setzte sich die Bevölkerung zusammen aus 79,2 Prozent Weißen, 14,4 Prozent Afroamerikanern, 3,7 Prozent amerikanischen Ureinwohnern, 0,9 Prozent Asiaten sowie 0,5 Prozent aus anderen ethnischen Gruppen; 1,2 Prozent stammten von zwei oder mehr Ethnien ab. Unabhängig von der ethnischen Zugehörigkeit waren 4,0 Prozent der Bevölkerung spanischer oder lateinamerikanischer Abstammung.
21,1 Prozent der Bevölkerung waren unter 18 Jahre alt, 64,8 Prozent waren zwischen 18 und 64 und 14,1 Prozent waren 65 Jahre oder älter. Nur 26,6 Prozent der Bevölkerung war weiblich.

Das mittlere jährliche Einkommen eines Haushalts lag bei 39.485 USD. Das Pro-Kopf-Einkommen betrug 14.745 USD. 26,0 Prozent der Einwohner lebten unterhalb der Armutsgrenze.